# Abass Cheikh Dieng
Abass Cheikh Dieng (Saint-Louis, 1º gennaio 1985) è un ex calciatore senegalese, di ruolo attaccante.

## Carriera

### Club
Ha giocato nella massima serie dei campionati ungherese e vietnamita.